# Абдуктор
Абду́ктор (musculus abductor; лат. abducto — «відводжу») — м'яз, який здійснює відведення кінцівки або її частин.
Протилежний рух кінцівки забезпечує аддуктор.